# Šturmai
Šturmai, německy Sturmen, je vesnice na pobřeží Kurského zálivu (Kuršių marios) Baltského moře v západní Litvě. Nachází se v seniorátu Kintai (Kintų seniūnija), asi 8 km jiho-jihovýchodně od města Kintai v okrese Šilutė v Klaipėdském kraji v regionu Malá Litva.

## Další informace
Šturmai bylo založeno před rokem 1540 a jméno získalo po svém zakladateli Jacobu Sturmovi. Po roce 1730 bylo pojmenováno Philipdautsch po jeho tehdejším vlastníkkovi Philippovi Dautschovi. V roce 1785 spadalo do Rusnėského seniorátu. Od roku 1939 spolu s Ventė tvořilo Ventėský seniorát. Do roku 1945 byla většina obyvatel evangelického vyznání a příslušeli Kintaiské farnosti. Nyní je většina obyvatel katolického vyznání. Nachází se v Regionálním parku Delta Němenu (Nemuno deltos regioninis parkas). V západní části Šturmai je rybářský podnik (UAB „Šturmų žuvininkystės įmonė“), dále malý přístav, zabývající se turistickými a edukačními okružními výlety lodí po regionálním parku delty Němenu a po Kurském zálivu, hotel, pláž a populární rybí restaurace Šturmų žuvies restoranas. Přes Šturmai vede silnice č. 2201 Priekulė – Sakūčiai – Kintai – Ventė a také turistická trasa a cyklotrasa.
| Rok  | Počet obyvatel |
| ---- | -------------- |
| 1885 | 123            |
| 1910 | 91             |
| 1959 | 60             |
| 1970 | 81             |
| 1979 | 66             |
| 1989 | 60             |
| 2001 | 41             |
| 2011 | 50             |
| 2021 | 25             |

## Galerie

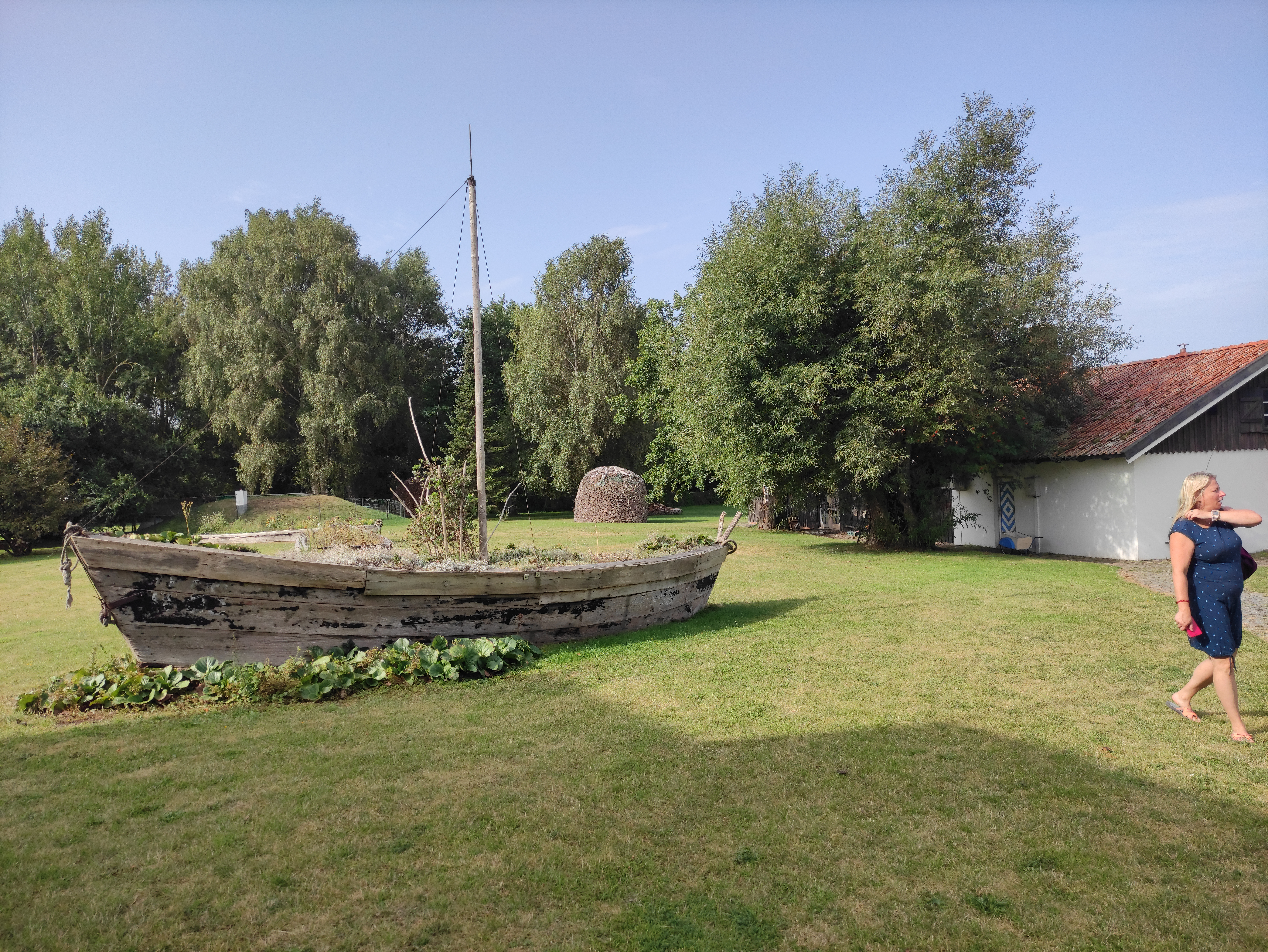
Stará rybářská loď
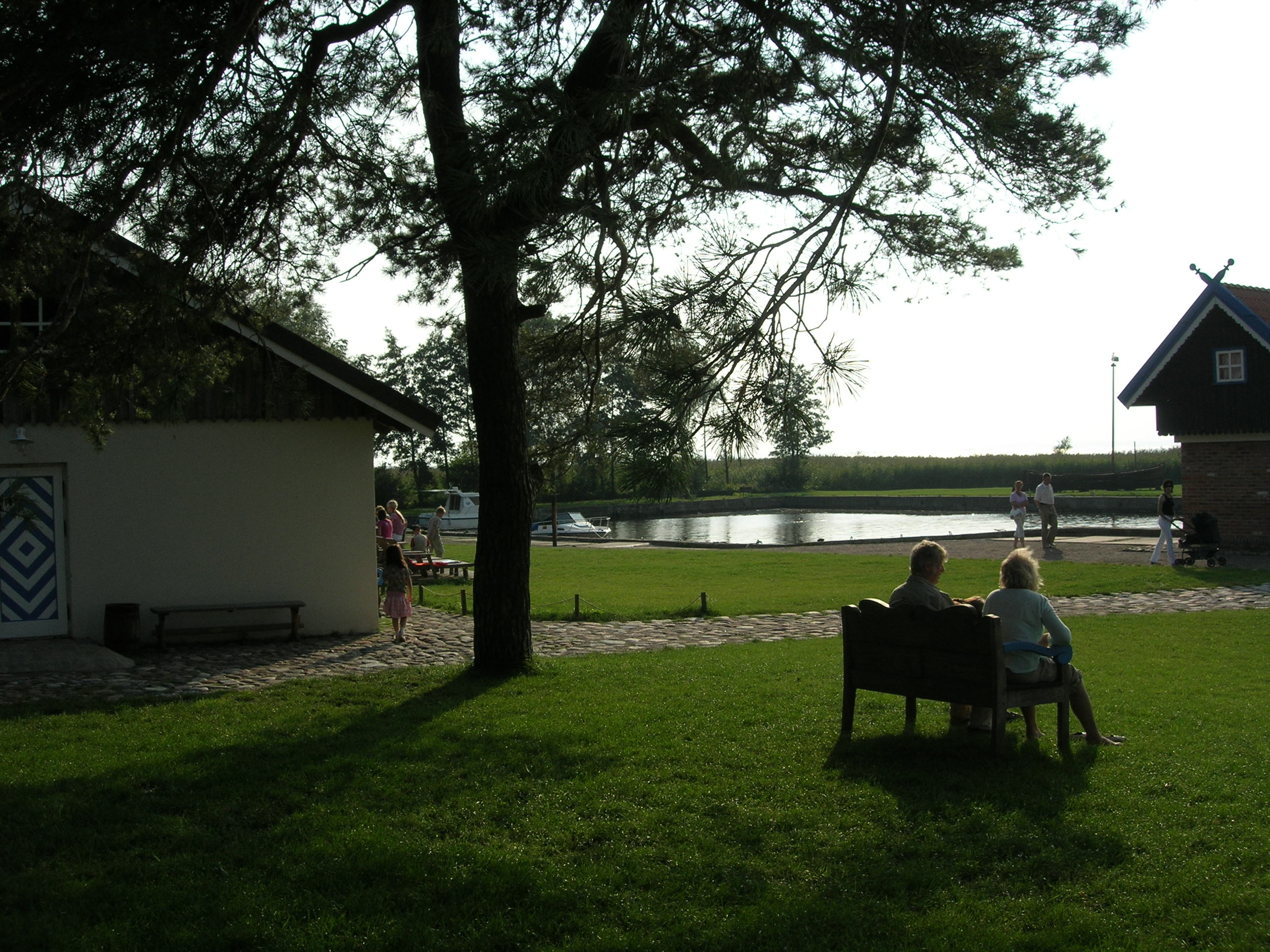
Výhled na přístav a Kurský záliv a Kurskou kosu
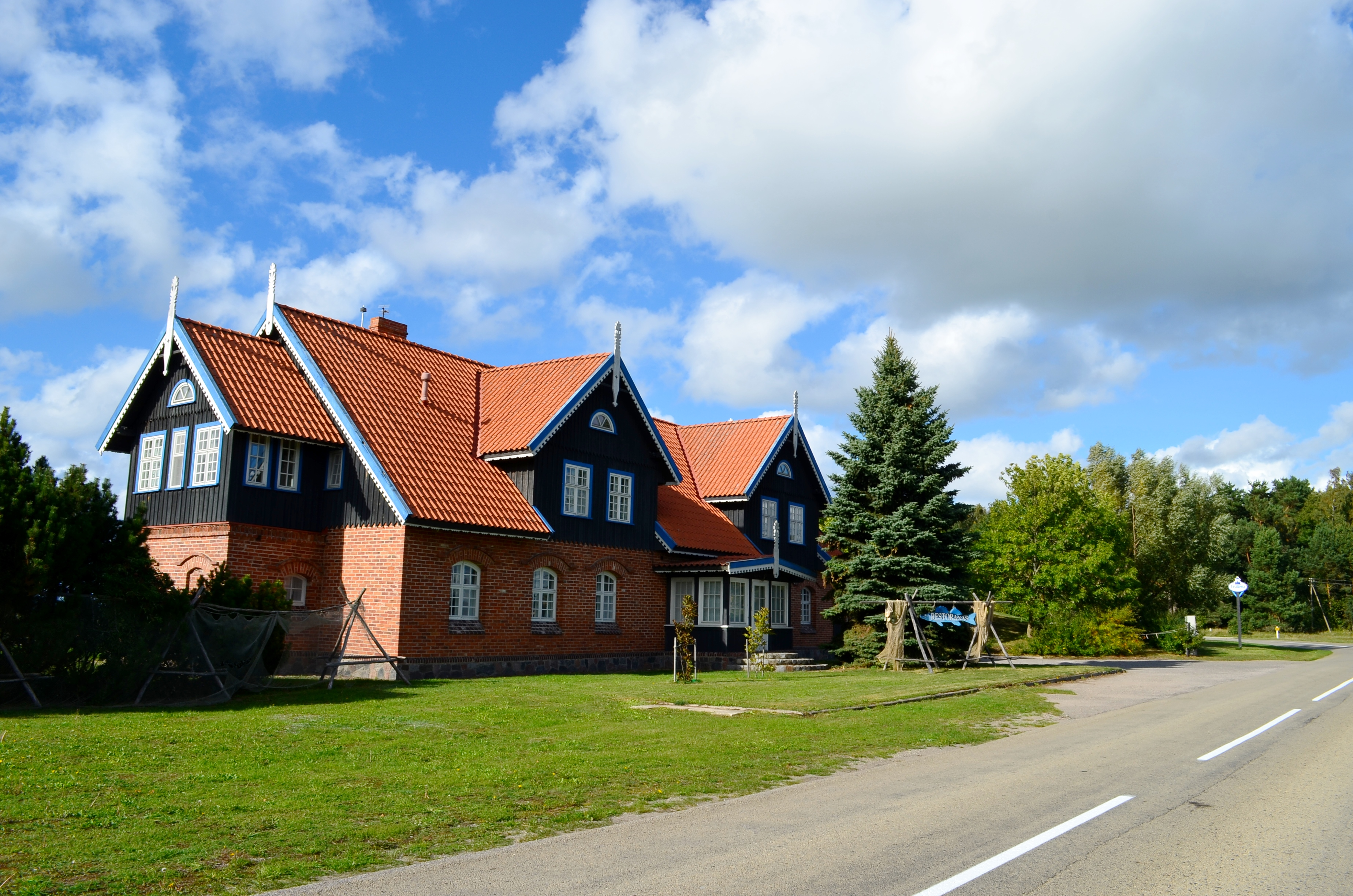
Šturmų žuvies restoranas
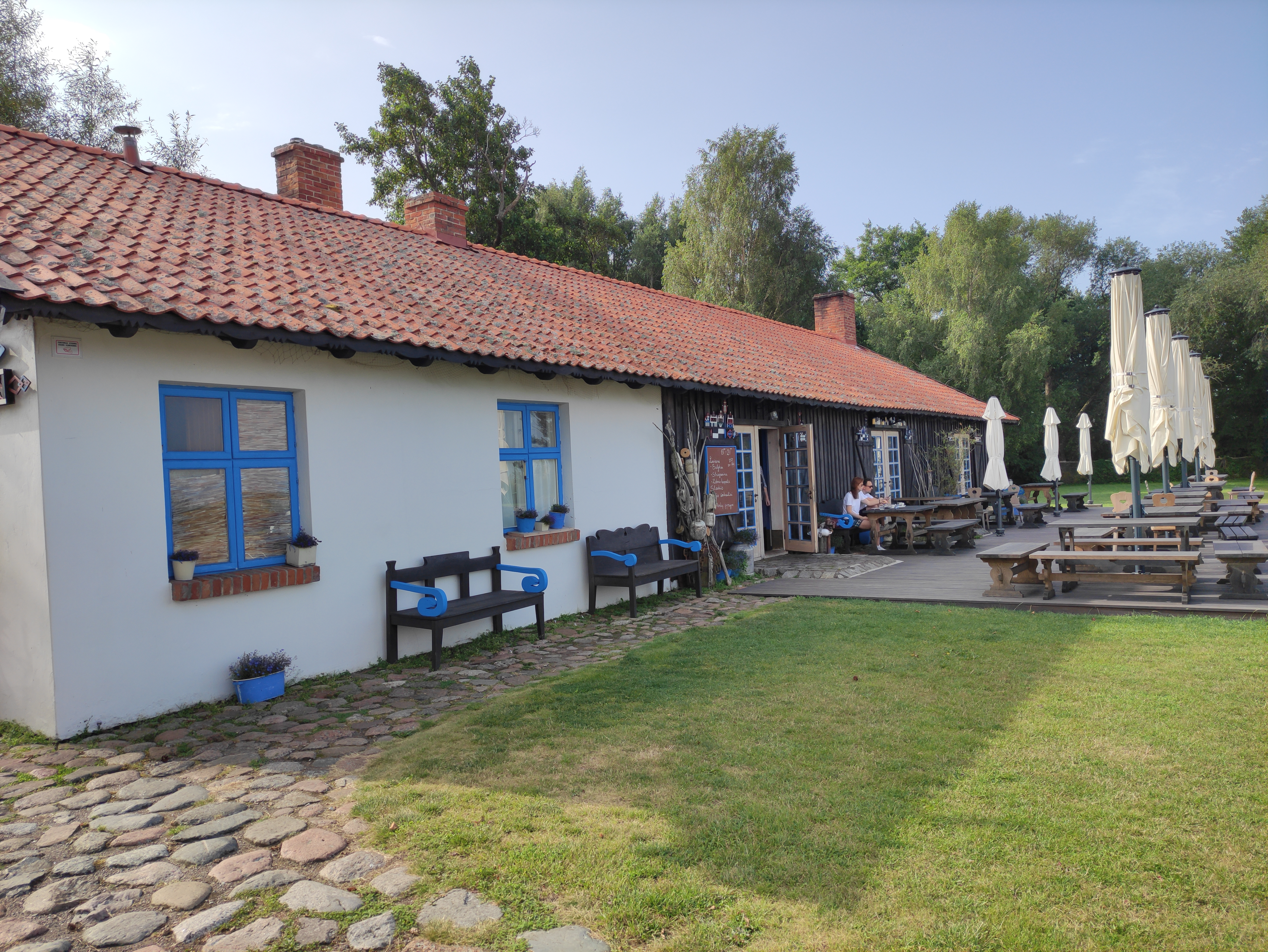
Šturmų žuvies restoranas
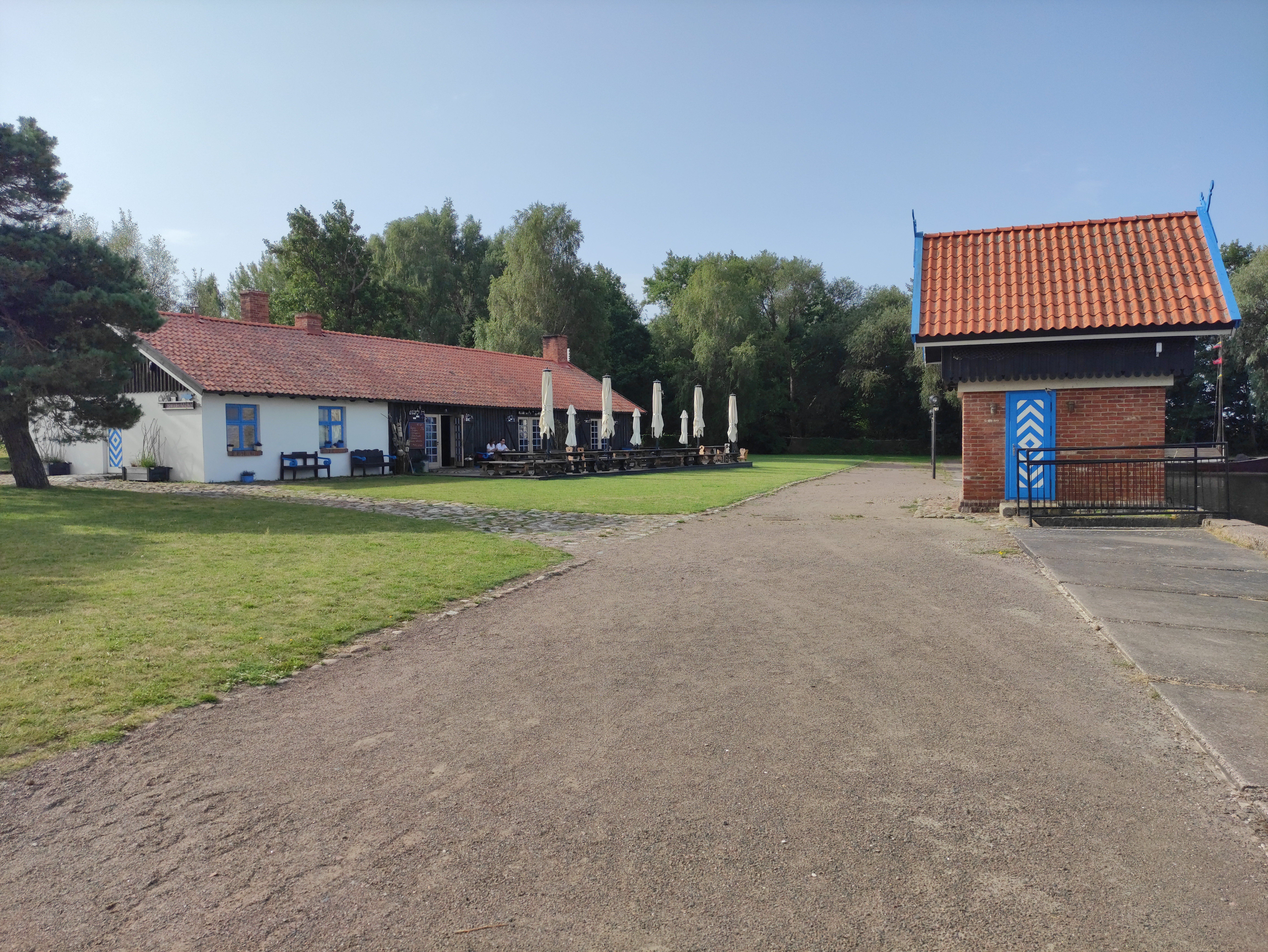
Šturmų žuvies restoranas